# Округ Пинелас (Флорида)
Пинелас (енгл. Pinellas County) је округ у америчкој савезној држави Флорида. По попису из 2010. године број становника је 916.542.

## Демографија
Према попису становништва из 2010. у округу је живело 916.542 становника, што је 4.940 (0,5%) становника мање него 2000. године.
| Група             | 2000.           | 2010.           |
| Белци             | 762.614 (82,8%) | 704.786 (76,9%) |
| Афроамериканци    | 82.556 (9,0%)   | 94.745 (10,3%)  |
| Азијати           | 18.984 (2,1%)   | 27.148 (3,0%)   |
| Хиспаноамериканци | 42.760 (4,6%)   | 73.241 (8,0%)   |
| Укупно            | 921.482         | 916.542         |